# Vețel
Vețel (Hongaars: Vecel) is een oud dorp en gemeente in de regio Transsylvanië, in het Roemeense district Hunedoara, dat dateert uit de Romeinse tijd. De gemeente bestaat uit 10 dorpen; Boia Bârzii (Bojabirz), Bretelin (Brettyelin), Căoi (Káun), Herepeia (Filimon Sîrbu between 1948 and 1964; Herepe), Leşnic (Lesnyek), Mintia (Marosnémeti; Bayersdorf), Muncelu Mare (Nagymuncsel), Muncelu Mic (Kismuncsel), Runcu Mic (Erdőhátrunk) en Veţel.
In het dorpje Mintia (Marosnémeti) woont nog een Hongaarse minderheid die 10 procent van de bevolking vormt. (in 2002 was van een bevolking van 948 personen 773 Roemeens, 91 Hongaars en 82 Roma; 782 orthodox, 69 Rooms Katholiek, 45 baptist, 28 Hongaars Gereformeerd en 15 Grieks Katholiek) Het dorp behoort tot de streek Marosmente.

## Bevolkingssamenstelling gemeente
In 1850 woonden er 2.583 personen, 2.400 Roemenen, 126 Roma, 43 Hongaren, 10 Duitsers en 4 overigen. Het hoogste inwoneraantal (4.090) – en gelijktijdig het hoogste aantal Roemenen (3.818) en Hongaren (194) – werd in 1977 bereikt. Het hoogste aantal Roma werd in 1850 geteld en het aantal Duitsers (26) in 1900. In 2002 leefen er in de gemeente Vețel 2.760 mensen, 2.527 Roemenen, 129 Hongaren, 98 Roma en 3 Duitsers.

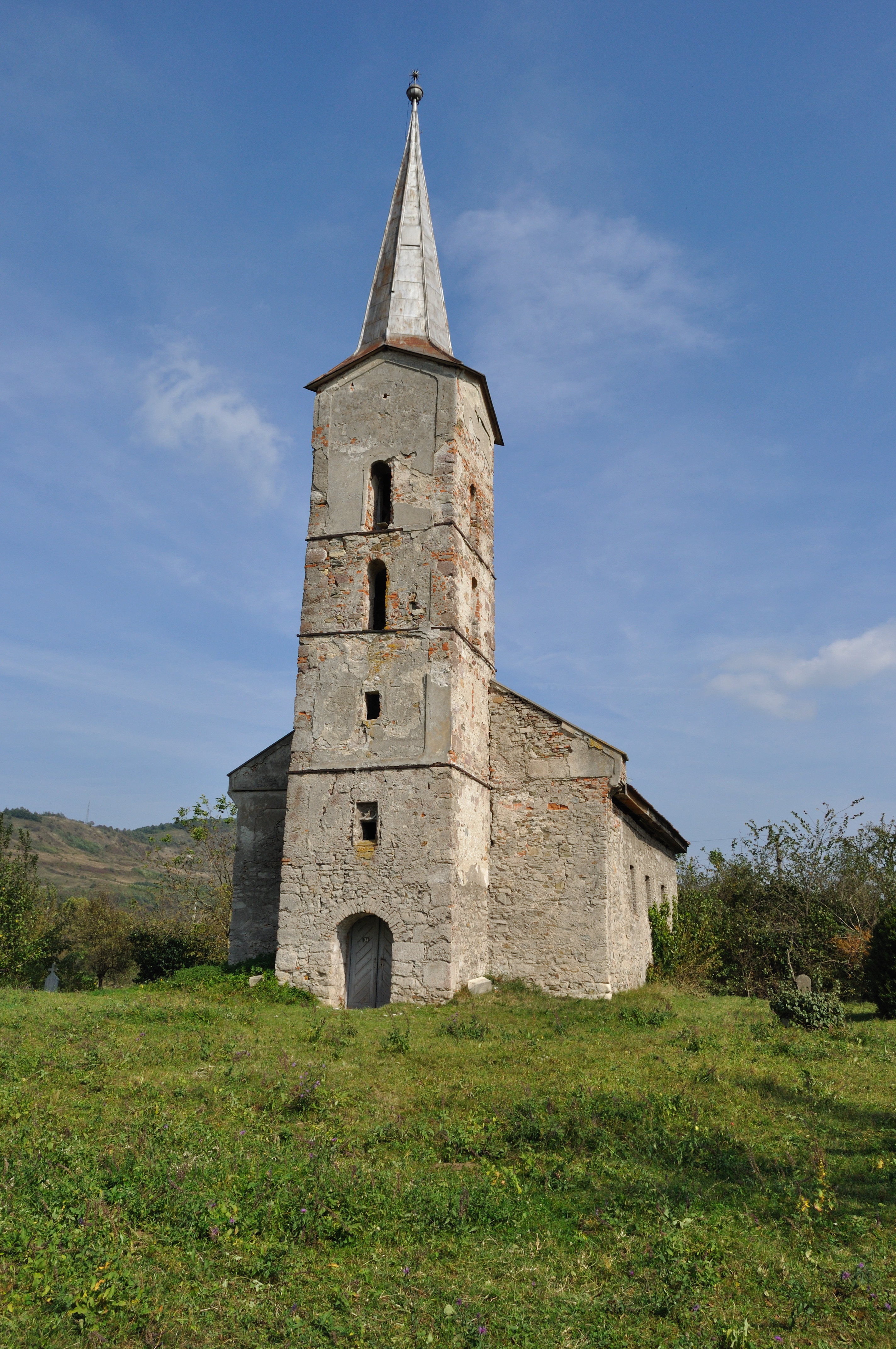
Hongaars Gereformeerde Kerk Mintia